# Mazzaccara
Mazzaccara, famiglia di origine calabrese, decorata dal re Ferrante d'Aragona della regia familiarità nel 1463, con riconoscimento gentilizio. Passata da Cosenza a Napoli si divise in due rami.
Il primogenito Tommaso fu decorato dall'imperatore Carlo VI del titolo di duca nel 1726, infisso sul feudo di Castelgaragnone. Nel 1746 venne aggregato al patriziato di Bari, nel 1792 alla nobiltà di Lucera e nel 1805 venne ascritto al Registro delle Piazze Chiuse del Regno.
Il ramo secondogenito fu insignito del titolo di marchese nel 1726 dall'imperatore Carlo VI. Il titolo venne incardinato sul feudo di Celenza Valfortore, venuto in possesso della famiglia nel 1706.
Famiglia estinta nella seconda metà del XIX secolo.

## Personaggi famosi
- Maddalena Candida Mazzaccara (1757-1803).[2]